# Tarta típica de Jerez
La tarta típica de Jerez es un dulce elaborado en Jerez de la Frontera, (Andalucía, España), basado en una receta árabe-andalusí jerezana del siglo XII. Se recuperó en el año 2006.

## Origen
Extraviada la cultura gastronómica andalusí tras la Reconquista, se han desarrollado en Jerez varios proyectos de investigación culinaria para rescatar aquellas recetas propias de la ciudad que quedaron olvidadas. En concreto, la pastelería jerezana La Rosa de Oro encontró la receta de la tarta en un manuscrito arábigo. La fórmula actual incluye variantes por la necesaria actualización de materias primas, aunque la base es la misma.

## Receta
Elaborada según una receta árabe-andalusí del siglo XII, cuenta principalmente con uvas pasas Pedro Ximenez, zumo de olivas, almendras, más de treinta especias y miel.